# Drużynowe mistrzostwa Polski juniorów na żużlu
Drużynowe mistrzostwa Polski juniorów na żużlu, do 2016 roku włącznie organizowane pod nazwą młodzieżowych drużynowych mistrzostw Polski na żużlu – coroczne rozgrywki żużlowe, organizowane przez Polski Związek Motorowy, wyłaniające najlepszą drużynę młodzieżową w Polsce. W mistrzostwach uczestniczą drużyny złożone z kilku (liczba zmienia się na przestrzeni lat, obecnie czterech plus rezerwowy) zawodników do 21. roku życia z jednego klubu (bierze się pod uwagę rok urodzenia zawodnika). Pierwszy raz mistrzostwa zorganizowano w 1978 roku (w latach 1981 i 1982 nie odbyły się). Obecnie przeprowadzane są systemem czterostopniowym: eliminacje w cztero- lub pięciodrużynowych grupach (po dwa turnieje na torze każdego zespołu), część ćwierćfinałowa w czterech czterodrużynowych grupach (po dwa turnieje na torze każdego zespołu), część półfinałowa w dwóch czterodrużynowych grupach (po jednym turnieju na torze każdego zespołu) oraz finał, w którym występują cztery najlepsze drużyny (po jednym turnieju na torze każdego zespołu). Od 2006 w drużynach mogą startować także obcokrajowcy, którzy spełniają wymóg wiekowy.
W latach 1976 i 1977 PZMot. zorganizował Młodzieżowy Puchar PZMot., który był pierwowzorem dla rozgrywek MDMP, nie miał jednak jeszcze rangi mistrzostw. W latach 1981–1982 rozgrywek MDMP nie przeprowadzono.

## Medaliści
| 4 rundy                             |
| ----------------------------------- |
| Bydgoszcz Częstochowa Leszno Gdańsk |

| 4 rundy                           |
| --------------------------------- |
| Zielona Góra Toruń Leszno Rzeszów |

| 4 rundy                             |
| ----------------------------------- |
| Gniezno Wrocław Zielona Góra Gdańsk |

| 4 rundy                                                    |
| ---------------------------------------------------------- |
| Ostrów Wielkopolski Lublin Ostrów Wielkopolski Częstochowa |

| 4 rundy                                          |
| ------------------------------------------------ |
| Ostrów Wielkopolski Grudziądz Lublin Częstochowa |

| 4 rundy                                           |
| ------------------------------------------------- |
| Zielona Góra Gorzów Wielkopolski Krosno Grudziądz |

| 4 rundy |
| ------- |
|         |

## Klasyfikacja medalowa

### Według klubów
Stan po sezonie 2024
| Lp. | Klub                     | Złoto | Srebro | Brąz | Razem |
| --- | ------------------------ | ----- | ------ | ---- | ----- |
| 1.  | KS Toruń                 | 6     | 3      | 4    | 13    |
| 1.  | Unia Leszno              | 6     | 3      | 4    | 13    |
| 3.  | ZKŻ Zielona Góra         | 5     | –      | 8    | 13    |
| 4.  | Stal Gorzów Wielkopolski | 4     | 7      | 4    | 15    |
| 5.  | Włókniarz Częstochowa    | 4     | 4      | 2    | 10    |
| 6.  | Unia Tarnów              | 4     | 3      | 2    | 9     |
| 7.  | Speedway Stal Rzeszów    | 3     | 1      | 2    | 6     |
| 8.  | Polonia Bydgoszcz        | 2     | 3      | 4    | 9     |
| 9.  | RKM Rybnik               | 2     | 2      | 2    | 6     |
| 10. | WTS Wrocław              | 2     | 1      | 3    | 6     |
| 11. | TS Polonia Piła          | 1     | 6      | –    | 7     |
| 12. | GKS Wybrzeże Gdańsk      | 1     | 2      | 1    | 4     |
| 13. | Speedway Lublin          | 1     | 2      | –    | 3     |
| 14. | GKM Grudziądz            | 1     | 1      | 1    | 3     |
| 15. | RKS Motor Lublin         | 1     | –      | 1    | 2     |
| 15. | SKS Start Gniezno        | 1     | –      | 1    | 2     |
| 17. | Wilki Krosno             | 1     | –      | –    | 1     |
| 18. | GKŻ Wybrzeże Gdańsk      | –     | 2      | 1    | 3     |
| 19. | ROW Rybnik SA            | –     | 2      | –    | 2     |
| 20. | KS ROW Rybnik            | –     | 1      | –    | 1     |
| 20. | TŻ Start Gniezno         | –     | 1      | –    | 1     |
| 20. | GKM Grudziądz SA         | –     | 1      | –    | 1     |
| 23. | WTS Warszawa             | –     | –      | 2    | 2     |
| 23. | TŻ Ostrovia              | –     | –      | 2    | 2     |
| 25. | SK Lokomotīve Dyneburg   | –     | –      | 1    | 1     |

### Według zawodników
Stan po sezonie 2024
Tabela obejmuje pierwszą 10. najbardziej utytułowanych zawodników.
| Lp. | Zawodnik             | Lata      | Złoto | Srebro | Brąz | Razem |
| --- | -------------------- | --------- | ----- | ------ | ---- | ----- |
| 1.  | Mateusz Świdnicki    | 2017–2022 | 2     | 3      | –    | 5     |
| 2.  | Krzysztof Kuczwalski | 1985–1990 | 2     | 1      | 1    | 4     |
| 3.  | Robert Sawina        | 1989–1992 | 2     | 1      | –    | 3     |
| 3.  | Grzegorz Rempała     | 1990–1993 | 2     | 1      | –    | 3     |
| 3.  | Maciej Kuciapa       | 1994–1996 | 2     | 1      | –    | 3     |
| 3.  | Rafał Trojanowski    | 1994–1996 | 2     | 1      | –    | 3     |
| 3.  | Piotr Winiarz        | 1994–1996 | 2     | 1      | –    | 3     |
| 3.  | Zbigniew Czerwiński  | 2000–2003 | 2     | 1      | –    | 3     |
| 3.  | Łukasz Cyran         | 2009–2013 | 2     | 1      | –    | 3     |
| 3.  | Bartosz Zmarzlik     | 2010–2014 | 2     | 1      | –    | 3     |

Pogrubioną czcionką – zostali zaznaczeni zawodnicy urodzeni w roku 2004 i później.